# Y Большой Медведицы
Y Большой Медведицы (лат. Y Ursae Majoris), HD 110259 — одиночная переменная звезда в созвездии Большой Медведицы на расстоянии приблизительно 1007 световых лет (около 309 парсеков) от Солнца. Видимая звёздная величина звезды — от +9,8m до +7,7m.

## Характеристики
Y Большой Медведицы — красный гигант или яркий гигант, пульсирующая полуправильная переменная звезда типа SRB (SRB) спектрального класса M7II-III:.